# Lista de vereadores de Euclides da Cunha da 7.ª legislatura
Esta é a lista de vereadores de Euclides da Cunha para a legislatura 1971–1973.

## Vereadores
Das treze vagas em disputa, o placar foi de treze para a ARENA.
|    | Vereadores eleitos          | Partido |
| 1  | Antonio Batista de Carvalho | ARENA   |
| 2  | Teófilo Dantas da Silva     | ARENA   |
| 3  | Walter Macedo               | ARENA   |
| 4  | Juviniano Gomes dos Santos  | ARENA   |
| 5  | Antonio Geraldo Campos      | ARENA   |
| 6  | Joaquim José de Santana     | ARENA   |
| 7  | Antonio Vieira Neto         | ARENA   |
| 8  | Jaime Amorim da Silva       | ARENA   |
| 9  | José Renato de Abreu Campos | ARENA   |
| 10 | Otaviano Silva Oliveira     | ARENA   |
| 11 | Custódio Sabino da Costa    | ARENA   |
| 12 | Enock Canário de Araújo     | ARENA   |
| 13 | José Dantas de Abreu        | ARENA   |

## Composição das bancadas
| Partido | Líder | Bancada | Posição |
| ------- | ----- | ------- | ------- |
| ARENA   |       | 13 / 13 | Governo |